# 科内利奥·索马鲁加

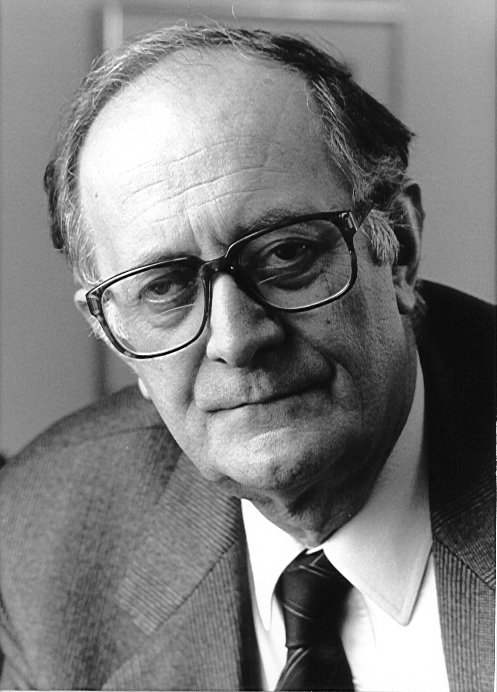

科尔内利奥·索马鲁加（Cornelio Sommaruga，1932年12月29日—2024年2月18日）是一位杰出的瑞士人道主义者、律师、外交官，最知名之处在于他在1987至1999年间担任红十字国际委员会主席。如今他是人道排雷日内瓦国际中心的主席，还活跃于一些董事会如国际抗癌联盟中。目前他是未来基金会理事会主席，该组织致力于在中东和北非地区推进人权事业。他还是“国际寻求改变”组织的名誉主席，该全球组织致力于“跨越世界各地在文化、国籍、信仰及背景上的分歧，构建信任”。

## 背景

### 早年经历与教育背景
科尔内利奥·索马鲁加虽然是瑞士人，却生于意大利罗马。他父亲作为商业律师在罗马从事职业活动，二战期间被分配至瑞士使馆，负责外国利益相关的事务。事实上，在学习德语之前，他就早已会说意大利语了。他被信仰天主教的父母抚养长大，然而终生都是虔诚的基督教徒。早年在罗马的生活对他产生了极大影响。从他长期的外交与人道主义工作经历来看，也许是其父在梵蒂冈做利比里亚代表的经历对他的启发最为深刻。尽管与罗马存在着深厚联系，他与故乡瑞士提契诺州同样保持有紧密关系。
他在意大利就读语法学校和高中，在瑞士苏黎世就读大学，并于1957年获得法学博士学位。也就是在这一时期他学习了作为瑞士四种官方语言之一的德语。

### 职业生涯
1957至1959年在银行业工作两年后，科尔内利奥·索马鲁加进入瑞士外交使节团。作为外交官他先后在海牙、罗马、日内瓦和伯尔尼工作过。他在1968至1973年间担任欧洲自由贸易联盟瑞士代表团代表，在联合国贸易与发展会议、关税与贸易总协定、联合国欧洲经济委员会担任高级代表，通过这些活动不断深化提升着外交与谈判才能。1973至1975年，他担任日内瓦欧洲自由贸易联盟秘书长代表。之后返回伯尔尼，在瑞士政府外事办公室担任高级职务，如大使、贸易协定代表。1984至1987年间，他担任外国经济事务办公室副部长，1986年又卸去此职，被任命到红十字国际委员会工作。
科尔内利奥·索马鲁加于1987至1999年接替亚历山大·艾担任红十字国际委员会主席。在其任期内，委员会的预算和国际活动数量均有大幅增长。在与《日内瓦公约》的各签署国政府保持紧密联系的同时，他使红十字国际委员会始终坚持中立立场。他的一大首创性举动在于1992年提议在红十字和红新月之外，引入一种新标志来象征红十字运动，“不带有任何国家、宗教及政治隐喻，使不接受现存两种标志的国家和各国红会能够使用新标志。”经过15年的商讨，在2006年6月20、21日于日内瓦召开的第29届红十字与红新月国际会议上，新的标志红水晶终于正式问世。

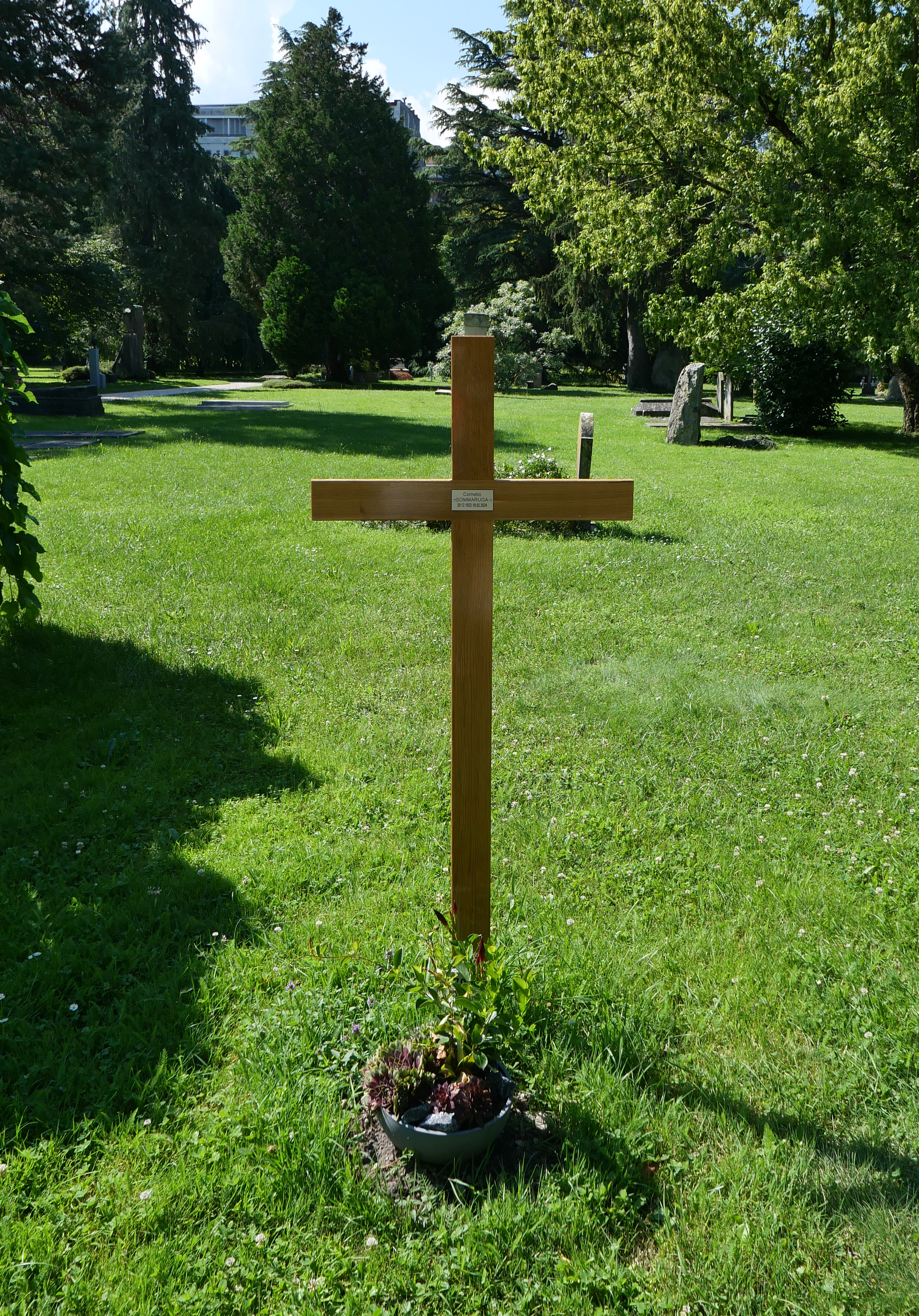
2024年7月的墳墓。

索马鲁加是“国际寻求改变”组织的创始主席。该组织建立于2002年4月，是由“寻求改变”组织中的各独立国家主体组成的志愿协会。这一国际行动致力于跨越世界各地之分歧、搭建信任的桥梁。作为领导人，他在非洲大湖地区、在塞拉利昂支持和平与调解的法案。他接连在一些慈善团体和企业董事会中工作。

### 争议
2002年以色列拒绝与联合国秘书长科菲·安南委派的团队合作、调查关于杰宁大屠杀的指控，部分原因即在于科尔内利奥·索马鲁加本人并不被以色列政府所接受，他被指在讨论红大卫盾标志（参见国际红十字和红新月运动的标志）得到红十字国际委员会官方承认的可能性时，将其与红卍字相比较。

### 家庭生活
1957年科尔内利奥·索马鲁加与奥尔内拉·马尔佐拉蒂结婚，育有六个子女。
索馬魯加在被認為是日內瓦先賢祠的國王墓中找到了他的最後安息之地。

## 所获荣誉
- 2003年瑞士对外记者协会组织评选的“外国记者眼中最受欢迎的瑞士人”
- 2003年J.E.布兰登贝格尔博士基金会奖
- 2001年欧洲理事会南北奖
- 1998年巴塞尔乡村州文化奖
- 1996年瑞士区国际人权协会
- 1996年格拉茨约瑟夫·克赖纳
- 1995年英国标准学会世纪基金会
- 塔夫茨大学珍·迈耶博士全球公民奖